# Samir Qotb
Pour les articles homonymes, voir Qotb (homonymie).
Mohamed Samir Qotb (arabe : محمد سمير قطب) (né le 16 mars 1938 à Alexandrie en Égypte et mort le 28 juin 2006) est un joueur de football international égyptien, qui évoluait au poste de milieu de terrain.

## Biographie

### Carrière en sélection
Avec l'équipe d'Égypte, il joue 13 matchs (pour 2 buts inscrits). Il figure notamment dans le groupe des sélectionnés lors des CAN de 1957 et de 1962.
Il dispute également les JO de 1960 et de 1964.

## Palmarès
| Zamalek - Championnat d'Égypte (1) : - Champion : 1959-60. - Coupe d'Égypte (5) : - Vainqueur : 1951-52, 1956-57, 1957-58, 1958-59 et 1959-60. |  | Égypte - Coupe d'Afrique des nations (1) : - Vainqueur : 1957. - Finaliste : 1962. |